# دور بوثويل
دور بوثويل (بالإنجليزية: Dorr Bothwell)‏ هي رسامة أمريكية، ولدت في 3 مايو 1902 في سان فرانسيسكو في الولايات المتحدة، وتوفيت في 24 سبتمبر 2000.